# Amborellaceae
Famille
Classification APG III (2009)
Les Amborellaceae (les Amborellacées) sont une famille de  plantes à fleurs archaïques ne comportant qu'une seule espèce (Amborella trichopoda) candidate au titre de l'angiosperme la plus primitive.
C'est un arbuste à feuilles persistantes endémique de Nouvelle-Calédonie, dans les forêts pluvieuses.

## Étymologie
Le nom vient du genre Amborella, donné "provisoirement" par Henri Ernest Baillon en 1869, proposant déjà  Amborella trichopoda comme nom d'espèce,, et qu'il classa à l'époque dans la famille des Monimiaceae en prenant la précaution de dire qu'il s'agissait « d'une espèce douteuse ou mal connue de la famille ». Cette dernière, créée par Jussieu en 1809, comprenait notamment le genre Ambora également créé par Jussieu en 1789, dans son Genera Plantarum et dont l'étymologie n'est pas précisée ; il pourrait s'agir de la déformation du malgache "ambarasaha", nom vernaculaire de plusieurs végétaux, par le biais des espèces du genre Tambourissa, originaires des îles Mascareignes et de Madagascar,. 
Le nom de genre Amborella (du suffixe latin -ella, petite) initialement nommé par Baillon dans la même la famille que le genre Ambora signifie de fait  "petite Ambora".

## Classification
Le Angiosperm Phylogeny Website [23 janvier 2006] place cette famille dans l'ordre Amborellales, choix qui a été confirmée par la classification phylogénétique APG III (2009).

## Liste des genres
Selon World Checklist of Selected Plant Families (WCSP) (27 mars 2010), Angiosperm Phylogeny Website (16 mai 2010), NCBI (27 mars 2010) et DELTA Angio (27 mars 2010) :
- genre Amborella Baill. (1873)

## Liste des espèces
Selon World Checklist of Selected Plant Families (WCSP) (27 mars 2010), NCBI (27 mars 2010) et DELTA Angio (27 mars 2010) :
- genre Amborella Baill. (1873)
  - Amborella trichopoda  Baill. (1873)